# Histoire du dragage
Le dragage moderne n’est que le résultat de milliers d’années d’évolution, modifications et améliorations.

## Les Égyptiens
Depuis 5000 ans avant Jésus Christ, les anciens Égyptiens tentèrent de contrôler le débit du Nil en essayant de construire des canaux pour distribuer l’eau sur des endroits distants. Chaque année, les canaux devaient être nettoyés de l’accumulation du limon. Ce fut alors l’une des premières techniques de dragage organisé. En ce temps-là, les Égyptiens utilisaient des méthodes de dragage trop primitives (perches en bois et pelles en bronze),. Ils attachaient des sacs en tissu au bout des perches en bois, et draguaient avec celles-ci tout le long du fond du canal. Pourtant, ce ne sont pas les Égyptiens qui ont fait prospérer le dragage. En effet, le dragage sur une structure flottante (dragage naval) a pris naissance au niveau de l’est Méditerranée.

## Les Phéniciens
De solides preuves archéologiques prouvent que les Phéniciens avaient construit des ports artificiels au treizième siècle avant Jésus Christ à Sidon, Tyr et Byblos. Des cités qui, encore à l’heure actuelle, ont gardé leurs noms originaux au Liban ainsi que leurs ports qui sont toujours présents avec leurs formes primitives.
Pendant cette période, la technologie du dragage était stimulée par :
- Le commerce (l’importation et l’exportation) qui prospérait dans cette région.
- La guerre : Les ports devaient accueillir les grands navires transportant des soldats avec leurs chevaux et leurs montures.

Les Phéniciens ont été les premiers à utiliser une plateforme flottante pour le dragage. On utilisait alors des barges. Il y avait au centre de ces barges un système de levier. Le système de levier était composé d’un mât de charge monté sur un trépied et attaché à un seau qui était plongé dans l’eau. De l’autre côté de ce mât de charge se tenaient des hommes robustes qui faisaient pivoter le mât pour extraire les sédiments du fond puis les placer sur la plateforme. Il est aussi intéressant de s’apercevoir que les Phéniciens draguaient les douves de leurs forteresses construites en mer afin d’y réduire l’accès.

## Les Romains

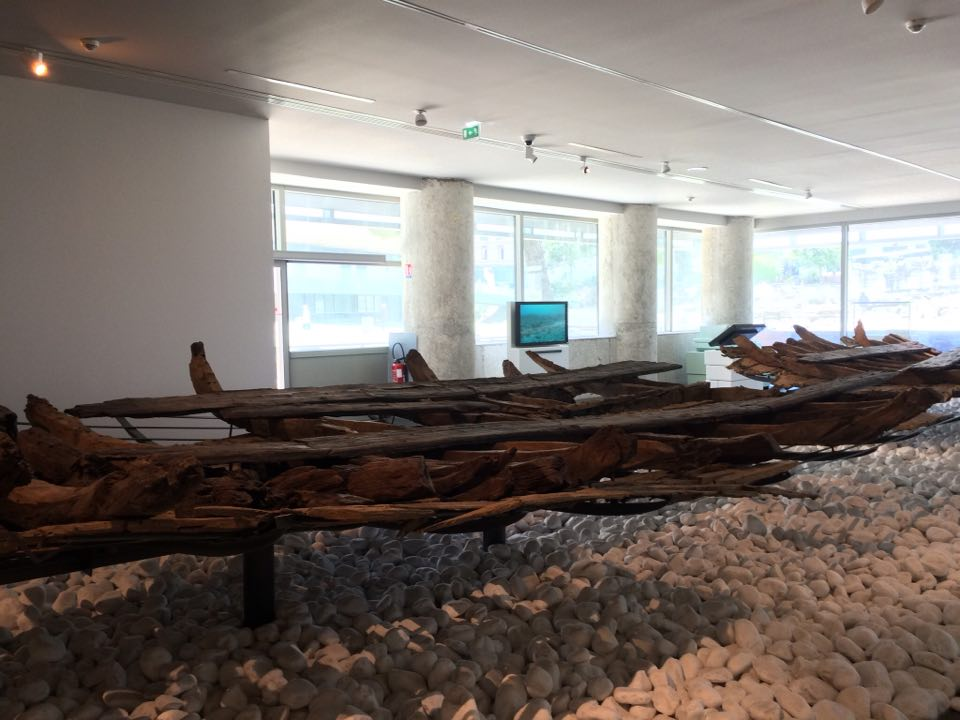
Épave de la drague romaine Jules-Verne 4. Photo prise par Florianne Capeau le 1er juillet 2017 au Musée d'Histoire de Marseille.

Les Romains étaient captivés par la technologie du dragage naval et ont pu réaliser des grands travaux, bien aidé par la disponibilité d’un grand nombre d’esclaves. Les Romains étaient de très bons ingénieurs. Ils ont commencé à utiliser le béton 2000 ans avant Jésus-Christ. Dans l’année 180 après Jésus-Christ, les Romains ont construit des phares tout le long de la Méditerranée jusqu’à la mer du Nord,. Cependant, sans dragage systématique, les ports qu’ils protégeaient étaient menacés et par la suite complètement détruits dû à l’accumulation du limon.

## L’Europe au Moyen Âge
Durant le Moyen Âge, plusieurs novateurs ont essayé de combattre la ténacité des vagues, du courant et du vent. L’une de ces méthodes est le dragage à partir de la terre. Ce système consiste à une charrue qui permet de draguer le fond et qui est reliée à un axe rotatif mû par des hommes à terre.

## Les Pays-Bas
Comme le nom l’indique, les Pays-Bas possèdent une partie de leur territoire situé en-dessous du niveau de la mer. Les habitants de cette région sont donc confortés à divers problèmes et ont ainsi de bonnes raisons de faire évoluer l’art du dragage. Pendant le seizième siècle les ingénieurs néerlandais ont développé la chenille à boue entraînée par des chevaux. Ce système consiste à l’engrenage d’une chaîne avec des planches à creuser. Cette méthode nécessite beaucoup de puissance, est répétitive et n’est pas différente des techniques de dragage mécaniques modernes (drague à godets).

## La mécanisation dans le dragage
Pendant le dix-septième siècle, le Français Denis Papin a inventé la pompe centrifuge qui consiste à transporter un liquide dans un tuyau à l’aide d’un mouvement rotatif. Ce modèle était capable d’aspirer une large quantité de substances composées d’eau et de particules solides. Mais ce n’est qu’après l’invention des machines à vapeur que cette technique de dragage est devenue une technologie remarquable.
Dans le temps, les machines à vapeur ont été une découverte puisqu’elles ont éliminé les problèmes des chevaux qui étaient :
- Leur manque de puissance.
- Leurs alimentations.
- Les problèmes sanitaires.

L’utilisation des machines à vapeur a aussi permis le fonctionnement de grandes pompes qui permettaient de déplacer une quantité de sédiments plus importante. Les machines à vapeur introduisent alors de plus gros équipements, de plus gros godets…

## Le canal de Suez
Durant le dix-neuvième siècle, le forage du canal de Suez a marqué un tournant dans l’histoire du dragage. Les travaux ont commencé dans l’année 1854 en utilisant des esclaves et des animaux.
Mais ce n’est que 15 ans plus tard que les travaux furent accomplis à l’aide de dragues composées d’un système de godets entraîné par chaînes à l’aide de machines à vapeur.
L’achèvement de ce canal a raccourci les distances entre l’Europe et l’Extrême-Orient de 8 000 kilomètres.

## Le canal de Panama
Au début du vingtième siècle, c’est au tour du continent américain de s’introduire dans le domaine du dragage dans un pays tropical, le Panama.
Après les grands succès du canal de Suez, les Français ont confiance qu’ils peuvent reproduire le même exploit et introduire un canal à travers les 90 kilomètres de la jungle panaméenne. Néanmoins, les maladies tropicales et les accidents de travaux ont causé la mort de 22 000 personnes en moins de 10 ans. En 1904 les Américains ont racheté la compagnie française pour 40 millions de dollars et ont continué la construction. Le contrat inclut les sept dragues comportant des chaînes à godets qui ont été utilisées dans le premier essai. Cette technique était la plus ancienne forme de dragage mécanique. La méthode de travail est constituée d’une chaîne de godets tournant autour d’un châssis rigide. Quand le châssis est abaissé au fond avec un angle donné le godet qui est vide creuse dans la boue, puis celui-ci se remplit et est retourné à l’autre bout du châssis où il est vidé.
Les ingénieurs voulant trouver des machines plus efficaces pour draguer les matériaux épais du canal de Panama, plusieurs compagnies ont été recrutées pour construire six dragues aspiratoires à désagrégateurs avec des grosses pompes et des grosses conduites hydrauliques. Ainsi ils ont obtenu une puissance élevée et ont pu déplacer une plus grande quantité de sédiments.
Le travail sur le canal est terminé en 1914, c’est le plus grand projet d’ingénierie de son temps. Il a impliqué le transport de cent millions de mètres cubes de boue. La drague à désagrégateur qui a servi pour la construction du canal de Panama n’a pas changé sa conception de base. La réalisation de projets qui était auparavant impossible devient réalisable.